# Premyer Liqası 2017-2018
La Premyer Liqasi 2017-2018 è stata la 26ª edizione della massima serie del campionato azero di calcio. La stagione è iniziata l'11 agosto 2017 e si è conclusa il 21 maggio 2018. Il Qarabağ era la squadra campione in carica ed ha riconfermato la vittoria conquistando il sesto titolo della sua storia, nonché il sesto di fila.

## Stagione

### Novità
Dalla Birinci Divizionu è stata promossa il Səbail, che ha preso il posto dell'AZAL, retrocesso nella stagione passata.

### Formula
Le 8 squadre partecipanti si affrontano in un girone all'italiana con due partite di andata e due di ritorno, per un totale di 28 giornate. La squadra prima classificata è dichiarata campione di Azerbaigian ed è ammessa al primo turno di qualificazione della UEFA Champions League 2018-2019. La seconda e la terza classificata, assieme alla vincitrice della coppa nazionale, sono ammesse al primo turno di qualificazione della UEFA Europa League 2018-2019. L'ultima classificata retrocede direttamente in Birinci Divizionu.

## Squadre partecipanti
| Club        | Città                | Stadio               | Stagione 2016-2017            |
| ----------- | -------------------- | -------------------- | ----------------------------- |
| Kəpəz       | Gäncä                | Şəhər Stadionu       | 5º posto in Premyer Liqası    |
| Keşlə       | Baku                 | Inter Arena          | 3º posto in Premyer Liqası    |
| Neftçi Baku | Baku                 | Bakcell Arena        | 7º posto in Premyer Liqası    |
| Qarabağ     | Ağdam (gioca a Baku) | Azərsun Arena        | Campione di Azerbaigian       |
| Qəbələ      | Qəbələ               | Şəhər Stadionu       | 2º posto in Premyer Liqası    |
| Sumqayıt    | Sumqayıt             | Kapital Bank Arena   | 6º posto in Premyer Liqası    |
| Səbail      | Baku                 | Bayıl Arena          | 1º posto in Birinci Divizionu |
| Zirə        | Baku                 | Zirə Qəsəbə Stadionu | 4º posto in Premyer Liqası    |

## Classifica finale
|                        | Pos. | Squadra     | Pt | G  | V  | N | P  | GF | GS | DR  |
| ---------------------- | ---- | ----------- | -- | -- | -- | - | -- | -- | -- | --- |
| Azerbaigian (bandiera) | 1.   | Qarabağ     | 65 | 28 | 20 | 5 | 3  | 37 | 13 | +24 |
|                        | 2.   | Qəbələ      | 49 | 28 | 14 | 7 | 7  | 43 | 26 | +17 |
|                        | 3.   | Neftçi Baku | 46 | 28 | 14 | 4 | 10 | 39 | 28 | +11 |
|                        | 4.   | Zirə        | 44 | 28 | 12 | 8 | 8  | 36 | 30 | +6  |
|                        | 5.   | Sumqayıt    | 40 | 28 | 11 | 7 | 10 | 34 | 33 | +1  |
|                        | 6.   | Keşlə       | 31 | 28 | 8  | 7 | 13 | 29 | 39 | -10 |
|                        | 7.   | Səbail      | 23 | 28 | 6  | 5 | 17 | 19 | 39 | -20 |
|                        | 8.   | Kəpəz       | 14 | 28 | 3  | 5 | 20 | 18 | 47 | -29 |

Legenda:
      Campione d'Azerbaigian e ammessa alla UEFA Champions League 2018-2019
      Ammesse alla UEFA Europa League 2018-2019
      Retrocessa in Birinci Divizionu 2018-2019
Note:
Tre punti a vittoria, uno a pareggio, zero a sconfitta.
La classifica viene stilata secondo i seguenti criteri:
- Punti conquistati
- Punti conquistati negli scontri diretti
- Differenza reti negli scontri diretti
- Reti realizzate negli scontri diretti
- Reti realizzate in trasferta negli scontri diretti (solo tra due squadre)
- Differenza reti generale
- Reti totali realizzate

## Risultati

### Partite (1-14)
|             | Kəp  | Kes  | Nef  | Qəb  | Qar  | Səb  | Sum  | Zir  |
| ----------- | ---- | ---- | ---- | ---- | ---- | ---- | ---- | ---- |
| Kəpəz       | –––– | 0-1  | 0-1  | 1-6  | 0-2  | 2-3  | 0-3  | 0-3  |
| Keshla      | 3-2  | –––– | 0-2  | 1-2  | 0-2  | 1-0  | 1-1  | 0-1  |
| Neftçi Baku | 0-0  | 3-1  | –––– | 2-3  | 1-3  | 2-0  | 2-1  | 1-2  |
| Qəbələ      | 0-2  | 3-0  | 2-1  | –––– | 1-0  | 3-1  | 1-0  | 1-1  |
| Qarabağ     | 2-0  | 1-0  | 1-0  | 2-1  | –––– | 1-0  | 4-1  | 0-0  |
| Səbail      | 1-0  | 1-0  | 1-0  | 1-3  | 0-2  | –––– | 0-2  | 0-1  |
| Sumqayıt    | 2-1  | 3-1  | 1-0  | 0-1  | 1-1  | 0-0  | –––– | 2-1  |
| Zirə        | 3-0  | 1-1  | 1-0  | 2-1  | 2-3  | 2-1  | 3-1  | –––– |

### Partite (15-28)
|             | Kəp  | Kes  | Nef  | Qəb  | Qar  | Səb  | Sum  | Zir  |
| ----------- | ---- | ---- | ---- | ---- | ---- | ---- | ---- | ---- |
| Kəpəz       | –––– | 1-1  | 1-2  | 0-1  | 0-1  | 2-1  | 1-1  | 0-0  |
| Keshla      | 0-2  | –––– | 2-1  | 1-1  | 3-0  | 1-1  | 1-2  | 2-1  |
| Neftçi Baku | 1-0  | 3-2  | –––– | 1-0  | 0-0  | 3-1  | 2-2  | 1-1  |
| Qəbələ      | 3-0  | 1-1  | 1-2  | –––– | 0-1  | 1-1  | 1-1  | 2-1  |
| Qarabağ     | 1-0  | 1-1  | 0-1  | 0-0  | –––– | 1-0  | 2-0  | 2-0  |
| Səbail      | 1-1  | 0-1  | 0-4  | 2-1  | 0-1  | –––– | 0-1  | 0-1  |
| Sumqayıt    | 2-1  | 2-1  | 2-0  | 0-2  | 0-1  | 1-2  | –––– | 1-2  |
| Zirə        | 2-1  | 1-2  | 0-3  | 1-1  | 1-2  | 1-1  | 1-1  | –––– |

## Statistiche

### Classifica marcatori
| Gol |  |  | Giocatore             | Squadra     |
| --- |  |  | --------------------- | ----------- |
| 13  |  |  | Bagaliy Dabo          | Qəbələ      |
| 10  |  |  | Amil Yunanov          | Sumqayıt    |
| 9   |  |  | Steven Joseph-Monrose | Qəbələ      |
| 8   |  |  | Mahir Madatov         | Qarabağ     |
| 8   |  |  | Ignacio Herrera       | Neftçi Baku |
| 7   |  |  | Richard Gadze         | Zirə        |